# Bedřich Feuerstein

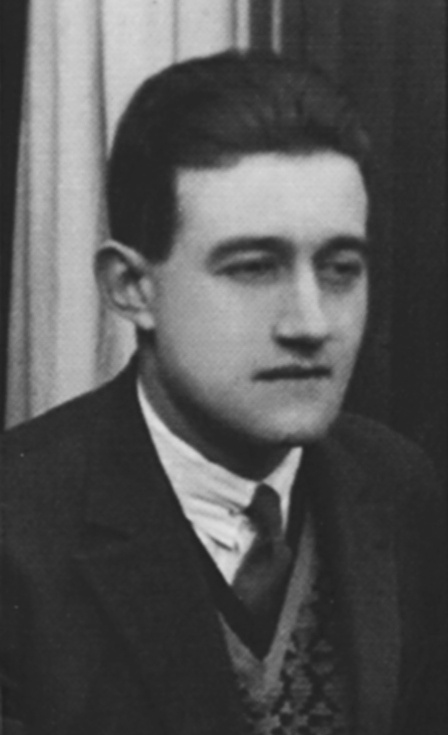
Bedřich Feuerstein en 1930

Bedřich Feuerstein (Dobrovice, Imperio austrohúngaro, 15 de enero de 1892 - Praga, Checoslovaquia, 10 de mayo de 1936) fue un arquitecto, pintor y ensayista.
Estudió en la Universidad Técnica Checa con el profesor Jože Plečnik. Entre 1924 y 1926 trabajó con Auguste Perret en París y entre 1929 y 1931 en Tokio con Antonín Raymond. Su trabajo estuvo influido por el purismo y por Frank Lloyd Wright.
Después de regresar de Japón, Feuerstein sufrió una enfermedad nerviosa. Su estado empeoró y sus problemas económicos le llevaron a suicidarse en 1936 en Praga.
Entre sus edificios más importantes se encuentran el Instituto Geográfico Militar de Praga (Vojenský zeměpisný ústav), el crematorio de Nymburk, un hospital de Tokio y un centro comercial en Yokohama.